# Селиверстов, Сергей Александрович
Сергей Александрович Селиверстов (род. 28 февраля 1956) — полковник милиции, участник разгона Верховного Совета России, Герой Российской Федерации (1993).

## Биография
Сергей Селиверстов родился 28 февраля 1956 года в Москве в семье офицера внутренних войск МВД СССР. Окончил среднюю школу.
В 1975—1977 годах служил в Советской Армии. С января 1977 года — в органах МВД СССР. Первоначально был милиционером патрульно-постовой службы, затем с 1979 года участковым инспектором Долгопрудненского РОВД, оперуполномоченным уголовного розыска.
В 1984—1986 годах Селиверстов находился в служебной командировке в Афганистане, был сотрудником представительства МВД СССР при МВД ДРА, работал в провинциях Забуль и Урузган, считавшимися самыми сложными в оперативном отношении, участвовал в выявлении и уничтожении бандформирований.
С 1986 года Селиверстов был старшим оперуполномоченным отделения по борьбе с проявления групповой и организованной преступности.
В 1988 году он явился инициатором создания и стал командиром первого в СССР Отряда милиции особого назначения (ОМОН при ГУВД Московского облисполкома). Он лично создавал методики обучения бойцов ОМОНа, впоследствии официально утверждённые МВД. Среди операций, в которых участвовал ОМОН Селиверстова — разгром Балашихинской, Долгопрудненской, Коптевской организованных преступных группировок, наркосети (дело эфедрина-эфедрона). Селиверстов лично принимал участие в 200 захватах вооружённых преступников.
С февраля 1993 года он в звании подполковника милиции был заместителем начальника Специального отдела быстрого реагирования ГУБОП МВД РФ. Именно Селиверстову было поручено формирование новых структур в МВД — СОБР. Принимал активное участие в октябрьских событиях 1993 года в Москве. Главной своей заслугой он признаёт то, что его отряду удалось выполнить поставленные перед ним задачи без кровопролития.
Указом Президента Российской Федерации № 1600 от 7 октября 1993 года за «мужество и героизм, проявленные при выполнении специального задания» подполковник милиции Сергей Селиверстов был удостоен высокого звания Героя Российской Федерации с вручением медали «Золотая Звезда».
В 1994 году Селиверстов окончил Академию МВД РФ. Летом 1994 года в ходе освобождения заложников, захваченных террористами в Минеральных Водах, получил тяжёлое ранение и долгое время находился на лечении, перенёс несколько операций.
В 1995 году он был уволен из МВД по состоянию здоровья. Некоторое время работал в Государственном таможенном комитете РФ, в настоящее время работает во Всероссийской научно-исследовательском институте МВД, защитил кандидатскую и докторскую диссертации. Продолжает работать на созданием и внедрением новых систем и методик обучения сотрудников специальных подразделений МВД.
17 апреля 2009 года Селиверстов был назначен первым заместителем начальника Центра «Олимпиада-2014» МВД РФ. Проживает в Москве, руководит региональной общественной организацией «Фонд Героев России и инвалидов войны».

## Награды и звания
- Герой Российской Федерации (7 октября 1993, медаль «Золотая Звезда» № 42);[2]
- орден Красной Звезды;
- орден «За личное мужество»;
- афганский орден «За Храбрость»;
- медали[1].